# Pokémon Generations
Pokémon Gerações, conhecido no Japão como Pocket Monsters Generations (ポケモンジェネレーションズ, Poketto Monsutā Jenerēshonzu) é uma websérie animada japonesa ou ONA, produzida pela OLM. Foi lançado no YouTube de The Pokémon Company, em 16 de setembro de 2016 para inglês, francês, italiano, holandês, alemão e espanhol; 9 de dezembro de 2016 para japonês, e 10 de fevereiro de 2017 para português. Terminando em 23 de dezembro de 2016 para inglês, francês, italiano, holandês, alemão e espanhol; 2 de fevereiro de 2017 para japonês, e 9 de junho de 2017 para português. Semelhante à série de anime para televisão em 2013, Pokémon Origins, a série consiste em várias histórias curtas inspiradas na série de jogos eletrônicos de Pokémon da Nintendo, em oposição à sua série principal de televisão. A série consiste em 18 episódios, com duração de 3 a 5 minutos.

## Personagens e elenco
| Personagem        | Japão            | Brasil              |
| ----------------- | ---------------- | ------------------- |
| Pikachu           | Fumiko Orikasa   | Fumiko Orikasa      |
| Handsome (Looker) | Keiji Fujiwara   | Fabrício Vila Verde |
| Sakaki (Giovanni) | Akio Ōtsuka      | Ronaldo Júlio       |
| Challenger (Blue) | Jun Fukuyama     | Fred Mascarenhas    |
| Wataru (Lance)    | Yoshimasa Hosoya | Raphael Rossatto    |
| Siba (Bruno)      | Takanori Hoshino | Francisco Junior    |
| Kikuko (Agatha)   | Hisako Kyōda     | Maria da Penha      |
| Kanna (Lorelei)   | Fumiko Orikasa   |                     |
| Lambda (Petrel)   | Wataru Takagi    | Claudio Galvan      |
| Silver            |                  | Eduardo Drummond    |
| Minaki (Eusine)   |                  | Guto Nejaim         |
| Tabitha           |                  | Wirley Contaifer    |
| Courtney          |                  | Christiane Monteiro |
| Maxie             |                  | Milton Parisi       |
| Archie            |                  | Hercúles Franco     |
| Shelly            |                  | Andrea Murucci      |
| Matt              |                  |                     |
| Ty                |                  | Felipe Drummond     |
| Gabby             |                  | Priscila Amorim     |
| Professor Cozmo   |                  | Cláudio Galvan      |
| Cyrus             |                  | Milton Parisi       |
| Ghetsis           |                  | Alexandre Moreno    |
| N                 |                  | Wirley Contaifer    |
| AZ                |                  | Luiz Carlos Persy   |

Nota-se: Marte, Jupiter, Saturno, Charon, Buck, Cheryl, Líderes de Unova, Diantha, Lysandre, Malva e Emma não foram encontrados seus dubladores brasileiros oficiais.

## Episódios
| N.º | Título no Brasil Título original                                              | Exibição original                                                    |
| --- | ----------------------------------------------------------------------------- | -------------------------------------------------------------------- |
| 1 | "A Aventura" Transliteração: "Bōken" (em japonês: 冒険)                       | 16 de setembro de 2016 9 de dezembro de 2016 10 de fevereiro de 2017 |
| Desde a Viridian Forest até à Terminus Cave, veja o mundo Pokémon como nunca o viu!                                                                          |                                                                               |                                                                      |
| 2 | "A Perseguição" Transliteração: "Tsuiseki" (em japonês: 追跡)                 | 16 de setembro de 2016 9 de dezembro de 2016 17 de fevereiro de 2017 |
| O Detetive Looker da Polícia Internacional descobre informações críticas durante a caça a Giovanni, o chefe da Equipa Rocket!                                |                                                                               |                                                                      |
| 3 | "O Desafiante" Transliteração: "Chōsensha" (em japonês: 挑戦者)               | 23 de setembro de 2016 9 de dezembro de 2016 24 de fevereiro de 2017 |
| Aproxima-se um novo desafiante que pretende testar as suas capacidades contra os Elite Four da região Kanto. Irá revelar-se à altura?                        |                                                                               |                                                                      |
| 4 | "O Lago da Fúria" Transliteração: "Ikari no Mizūmi" (em japonês: いかりの湖)  | 30 de setembro de 2016 9 de dezembro de 2016 3 de março de 2017      |
| Depois de encontrar um Gyarados vermelho, Lance da Elite Four vai infiltrar-se em uma instalação controlada por restos da Equipe Rocket.                     |                                                                               |                                                                      |
| 5 | "O Legado" Transliteração: "Keishō" (em japonês: 継承)                        | 7 de outubro de 2016 9 de dezembro de 2016 13 de março de 2017       |
| 6 | "O Ressurgir" Transliteração: "Saisei" (em japonês: 再生)                     | 7 de outubro de 2016 9 de dezembro de 2016 17 de março de 2017       |
| 7 | "A Visão" Transliteração: "Bijon" (em japonês: ビジョン)                      | 14 de outubro de 2016 16 de dezembro de 2016 24 de março de 2017     |
| 8 | "A Caverna" Transliteração: "Kaitei Dōkutsu" (em japonês: 海底洞窟)           | 21 de outubro de 2016 16 de dezembro de 2016 31 de março de 2017     |
| 9 | "A Exclusiva" Transliteração: "Sukūpu" (em japonês: スクープ)                 | 28 de outubro de 2016 16 de dezembro de 2016 7 de abril de 2017      |
| 10 | "A Antiga Mansão" Transliteração: "Mori no Yōkan" (em japonês: 森の洋館)      | 28 de outubro de 2016 22 de dezembro de 2016 14 de abril de 2017     |
| 11 | "O Novo Mundo" Transliteração: "Atarashii Sekai" (em japonês: 新しい世界)     | 4 de novembro de 2016 22 de dezembro de 2016 24 de abril de 2017     |
| 12 | "A Pedra Magma" Transliteração: "Kazan no Okiishi" (em japonês: 火山のおき石) | 11 de novembro de 2016 22 de dezembro de 2016 28 de abril de 2017    |
| 13 | "A Rebelião" Transliteração: "Hanran" (em japonês: 反乱)                      | 18 de novembro de 2016 26 de janeiro de 2017 5 de maio de 2017       |
| 14 | "O Mundo Congelado" Transliteração: "Kogoeru Sekai" (em japonês: 凍える世界)  | 23 de novembro de 2016 26 de janeiro de 2017 12 de maio de 2017      |
| 15 | "O Retorno do Rei" Transliteração: "Kikan" (em japonês: 帰還)                 | 2 de dezembro de 2016 26 de janeiro de 2017 19 de maio de 2017       |
| Com os seus planos frustrados, Ghetsis faz uma última tentativa para manter Unova sob o seu domínio gelado. Mas, eis que chega um herói disposto a travá-lo. |                                                                               |                                                                      |
| 16 | "A Beleza Eterna" Transliteração: "Eien no Bi" (em japonês: 永遠の美)         | 9 de dezembro de 2016 2 de fevereiro de 2017 26 de maio de 2017      |
| 17 | "A Investigação" Transliteração: "Sōsa" (em japonês: 捜査)                    | 16 de dezembro de 2016 2 de fevereiro de 2017 12 de junho de 2017    |
| 18 | "A Redenção" Transliteração: "Aganai" (em japonês: 贖い)                      | 23 de dezembro de 2016 2 de fevereiro de 2017 20 de junho de 2017    |